# 三岔河镇 (大姚县)
三岔河镇，是中华人民共和国云南省楚雄彝族自治州大姚县下辖的一个乡镇级行政单位。
2013年2月28日，云南省人民政府批复同意撤销三岔河乡，设立三岔河镇。

## 行政区划
三岔河镇下辖以下地区：
三岔河村、背阴地村、荞苴村、白泥田村、格谷村、达么村、新田村、直么村和他的么村。